# معادلة بواسون

معادلة بواسون (بالإنجليزية: Poisson's equation)‏ معادلة تفاضلية جزئية إهليلجية دعيت بهذا الاسم تيمنا بالعالم الفيزيائي الفرنسي سيميون بواسون الذي اكتشف تطبيقها في الجاذبية الكونية والكهرباء الساكنة بالمعادلة المعروفة كذلك باسمه معادلة بواسون بولتزمان والتي تضبط العلاقة بين الجهد الكهربائي وتوزيع الشحنة الكهربائية. وعموما فأن لها تطبيقات في نظرية الكمون.

## الصياغة الرياضية
تصاغ معادلة بواسون رياضيات حسب التالي:
{\displaystyle \Delta \varphi =f}
حيث :{\displaystyle f} دالة حقيقية (ليست متجه) و:{\displaystyle \varphi } هي المطلوب إيجادها وهي بدورها مقدار سلمي فيما تمثل {\displaystyle \Delta } رمز المؤثر التفاضلي لابلاسيان. وتفكك المعادلة في الإحداثيات الديكارتية ثلاثية الأبعاد على النحو التالي:
{\displaystyle \left({\frac {\partial ^{2}\varphi }{\partial x^{2}}}+{\frac {\partial ^{2}\varphi }{\partial y^{2}}}+{\frac {\partial ^{2}\varphi }{\partial z^{2}}}\right)=f(x,y,z).}
وحينما تكون الدالة :{\displaystyle f=0}. تسمى المعادلة حينئذ معادلة لابلاس.

## في الكهرباء الساكنة
حسب قانون جاوس (أحد معادلات ماكسويل) فإن:
{\displaystyle \mathbf {\nabla } \cdot \mathbf {D} =\rho }    (1)
{\displaystyle \mathbf {\nabla } \cdot } هو مؤثر التباعد.
{\displaystyle \mathbf {D} }تمثل الإزاحة الكهربائية.
{\displaystyle \rho \,} كثافة الشحنات الحرة.
وبما أن:
{\displaystyle \mathbf {D} =\varepsilon \mathbf {E} }   (2)
{\displaystyle \epsilon _{0}} سماحية الوسط.
{\displaystyle \mathbf {E} } المجال الكهربائي.
وبما أنه لكل مجال كهروسكوني (حسب معادلات ماكسويل للمجالات الكهربائية الساكنة):
{\displaystyle \nabla \times \mathbf {E} =0}
{\displaystyle \nabla \times } يمثل مؤثر التكور.

فإنه يمكن كتابة المجال الكهربائي حسب التالي (انظر تفكيك هلمهولتز للمتجهات) :

{\displaystyle \mathbf {E} =-\nabla V}   (3)
حيث {\displaystyle V} تمثل الكمون الكهربائي.
{\displaystyle \mathbf {\nabla } } هو مؤثر التدرج.

فإنه بتطبيق مؤثر التباعد على المعادلة (3) ثم التعويض عن الطرف الأيسر فيها بالمعادلة (1) و(2) ينتج ما يلي.
{\displaystyle \nabla \cdot \nabla V=\nabla ^{2}V=\Delta V=-{\rho  \over \epsilon _{0}}.}
وهذه المعادلة هي على هيئة معادلة بواسون.